# Trogulus gypseus
Espèce
Trogulus gypseus est une espèce d'opilions dyspnois de la famille des Trogulidae.

## Distribution
Cette espèce se rencontre en Israël, en Égypte, en Palestine, en Syrie, en Turquie, en Grèce et en Italie.

## Description
Le syntype mesure 14 mm.

## Systématique et taxinomie
Cette espèce a été décrite par Simon en 1879.

## Publication originale
- Simon, 1879 : « Descriptions d'Opiliones nouveaux. » Annales de la Société Entomologique de Belgique, Comptes-Rendus des Séances, vol. 22, p. 70–75 (texte intégral).